# Ersin Arıoğlu
Ersin Arıoğlu, turški inženir gradbeništva in politik, * 10. junij 1940, Carigrad † 27. marec 2023, Carigrad.

## Odlikovanja in nagrade
Leta 2004 je prejel srebrni častni znak svobode Republike Slovenije z naslednjo utemeljitvijo: »za zasluge in dejanja v dobro Republiki Sloveniji, za prijateljsko sodelovanje in osebna prizadevanja pri razvijanju in krepitvi slovensko-turškega gospodarskega sodelovanja«.